# Joe Quimby
Joe Quimby, celým jménem Joseph Fitzgerald O'Malley Fitzpatrick O'Donnell Řízek Quimby, je fiktivní postava z amerického animovaného seriálu Simpsonovi. Poprvé se objevil v dílu Bart propadá. Quimby je starostou Springfieldu a je složenou parodií na amerického senátora Teda Kennedyho a některé další členy rodiny Kennedyů, kteří vstoupili do politiky.

## Koncepce a tvorba
Joe Quimby je parodií na amerického senátora za stát Massachusetts Teda Kennedyho a rodinu Kennedyů. Stejně jako Kennedyové i Quimby „mluví s bostonským přízvukem, rozhazuje peníze na politické problémy a tráví dovolenou v pobřežním letovisku zvaném Quimby Compound“. Dan Castellaneta namlouvá Quimbyho se středoatlantickým a bostonským přízvukem, což má za následek hlas připomínající hlas prezidenta Johna F. Kennedyho.

## Role vSimpsonových
Quimby dlouho působil jako starosta města Springfield. Působí jako úlisný, oportunistický politik, jehož hlavními prioritami se zdá být udržení se ve funkci a různé další formy korupce, včetně zpronevěry peněz z daní a braní úplatků od Tlustého Tonyho. Na pečeti na zdi jeho kanceláře je nápis „Corruptus in Extremis“, což znamená „extrémně zkorumpovaný“. 
Quimby se během městských schůzí občas baví pornografickými hracími kartami. Kdysi byl předmětem 27 samostatných žalob o určení otcovství. Jednou z žen, které zplodil, je Cookie Kwanová, jejíž dítě je Quimbymu nápadně podobné vzhledem i chováním. Quimby je také často spatřen v posteli se stejnou nebo podobnou blondýnkou či ženami, z nichž přinejmenším jedna byla Miss Springfield. Jednou se také omylem dvořil své vlastní neteři, což je jedna z mála věcí, za které Quimby projevil stud. 
Přestože je Quimby starostou již dlouhou dobu, o svém městě toho moc neví a nezajímá se o něj, často dává v soukromí najevo, že občany Springfieldu vyloženě pohrdá. Často jezdí na zahraniční dovolené, které ho na delší dobu odvádějí mimo město, což vedlo k tomu, že se ve Springfieldském šmejdilovi objevil titulek „Starosta na návštěvě ve městě“. Jednou na veřejném zasedání označil Springfield za „Springfeld“. Často, i když krátce, však vystupuje na veřejnosti při místních slavnostech, akcích, otevírání podniků apod. 
Pokud bude ohýbání zákona vyhovovat Quimbyho záměrům, pravděpodobně tak učiní. Jednou zařídil propuštění Marge Simpsonové poté, co byla zatčena za blokování dopravy na mostě, když se nervově zhroutila, a prohlásil, že pokud půjde do vězení, může se Quimby rozloučit s „hlasy bab“. Uchýlil se také k podplácení svědků, když bylo vzneseno obvinění z napadení jeho synovce, což vedlo Barta Simpsona k poznámce, že „systém funguje: zeptejte se Clause von Bülowa“.
Jeho hláškou je „Volte Quimbyho“, k jejímuž vyslovení si vždy najde příležitost, a to i v situacích, kdy by bylo nevýhodné se identifikovat, jako když ho Homer nechtěně přistihl v motelovém pokoji s milenkou. 
Quimby byl zvolen starostou Springfieldu v roce 1986 a od té doby byl několikrát zvolen znovu, přestože se otevřeně přiznal k podvodům a nepravostem. V epizodě 4. řady Šáša Krusty je zrušen – Šáša Krusty má padáka se přiznává, že z peněz daňových poplatníků financoval vraždy svých nepřátel.
Quimbyho politická nadvláda nad Springfieldem mu vynesla nenávist malé, ale hlasité springfieldské republikánské elity, která je většinou vykreslována jako temné, strašidelné postavy, které se scházejí na zámku. Když republikáni nominují jako svého kandidáta na starostu Leváka Boba, Bob zfalšuje volby a nakrátko Quimbyho sesadí. Ten je znovu dosazen, když je Bob shledán vinným z podvodu a uvězněn. Později Quimby nakrátko uprchne z města v domnění, že jeho korupce byla odhalena, a je považován za člověka, který „opustil úřad“, a je nahrazen krátkodobou „radou vzdělaných občanů“ v čele s Lízou Simpsonovou, profesorem Frinkem, Komiksákem, Lindsey Naegleovou, doktorem Dlahou a ředitelem Skinnerem. Přežije také hlasování o odvolání, přičemž žádný z kandidátů v boji proti němu (mezi kandidáty jsou Rainier Wolfcastle, Kent Brockman, a dokonce Homer Simpson) nezíská pět procent potřebných k odvolání.

## Přijetí
Literární kritik Paul Cantor uvedl starostu Quimbyho jako příklad springfieldské atomistické politiky, když poznamenal: „Starosta Quimby je demagog, ale přinejmenším je to springfieldský demagog. Když si kupuje hlasy, kupuje si je přímo od občanů Springfieldu.“. Během soutěže deníku USA Today o to, který Springfield bude hostit premiéru Simpsonových ve filmu, se sám Ted Kennedy objevil ve videu, v němž pozval „Diamantového Joea“ Quimbyho a film na premiéru do Springfieldu ve státě Massachusetts, a dokonce zesměšnil svou vlastní často zesměšňovanou výslovnost slova „Chowder“; místo toho však byl vybrán Springfield ve Vermontu. 17. května 2013, po reportáži o novém skandálu, Justin Peters, kriminální reportér časopisu Slate, přirovnal torontského starostu Roba Forda, který se dopustil přehmatů, ke Quimbymu. Peters připravil seznam 20 skandálních výroků a požádal čtenáře, aby uhodli, které z nich pronesl fiktivní Quimby a které skutečný Ford.
Podoba starosty Quimbyho je srovnávána s českým politikem Jiřím Paroubkem.